# Royal Antwerp Aviation Club
De Royal Antwerp Aviation Club is een Belgische vliegclub gevestigd in de Internationale Luchthaven Antwerpen. Ze werd op 3 november 1927 door Pierre Schellekens opgericht onder de naam Antwerp Aviation Club (AAC). Jan Olieslagers was de eerste voorzitter.

## Afdelingen

### Vlieglessen
Dankzij het feit dat de RAAC een DTO (Declared Training Organisation) is hebben ze de mogelijkheid om PPL (Private Pilot License) opleidingen aan te bieden, om zo privé piloot te worden. Ze hebben volgende toestellen ter beschikking als les- of als huurtoestellen:
- APEX Robin DR400-140B (OO-VPE) (geen IFR)
- APEX Robin DR401-155B (PH-DYX) ( IFR rated)
- Piper Piper PA-28-161 Warrior III (OO-WAR) (IFR rated)
- Piper Piper PA-28-161 Warrior III (OO-PEG) (nachtvluchten toegelaten, geen IFR)

### Modelbouwafdeling
De Royal Antwerp Aviation Club heeft buiten de vlieglessen en verhuur van vliegtuigen ook een modelbouwafdeling, waar men vliegende schaalmodellen nabouwt.

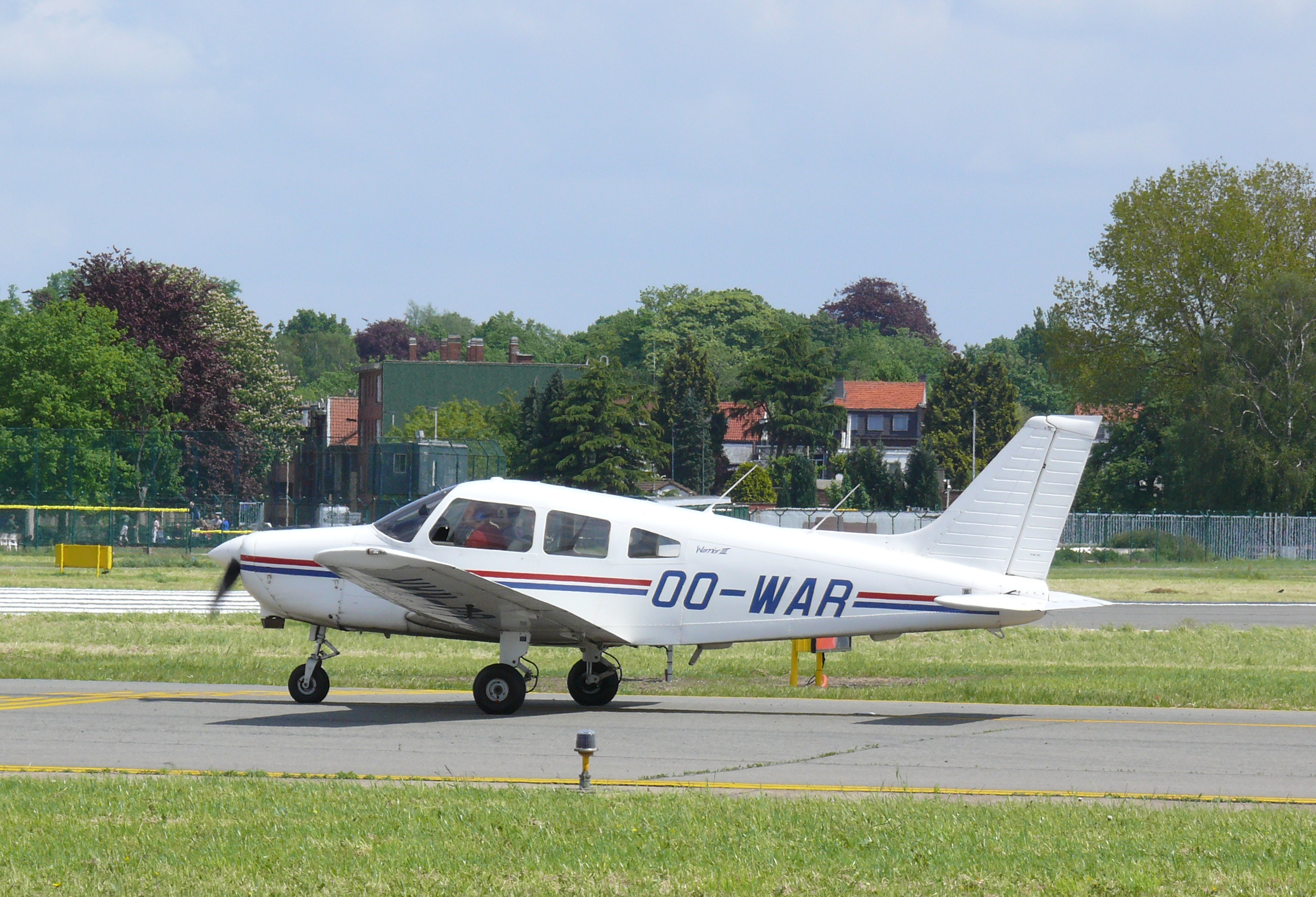
Piper PA-28-161 Warrior III OO-WAR
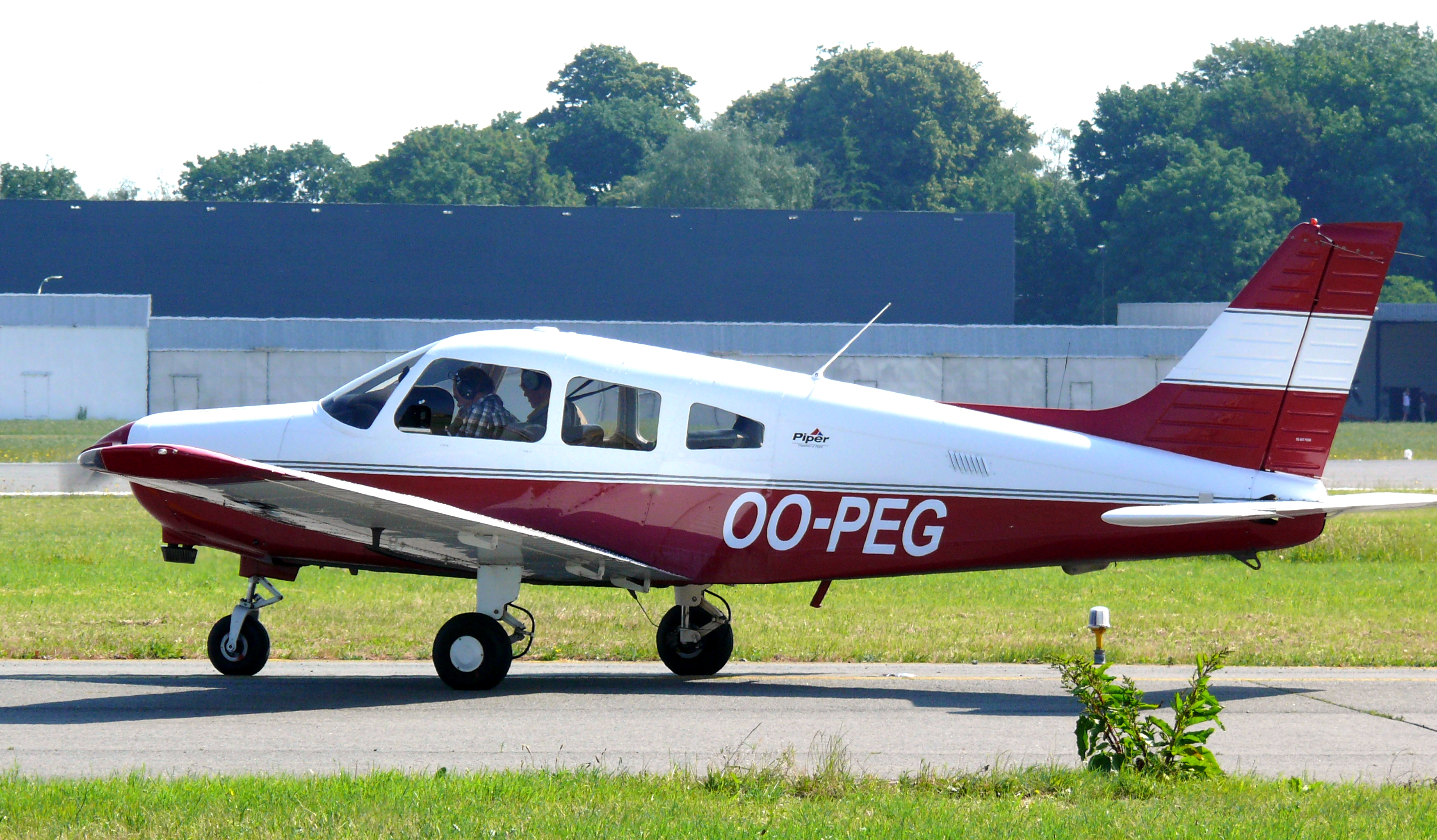
Piper PA-28-161 Warrior III OO-PEG
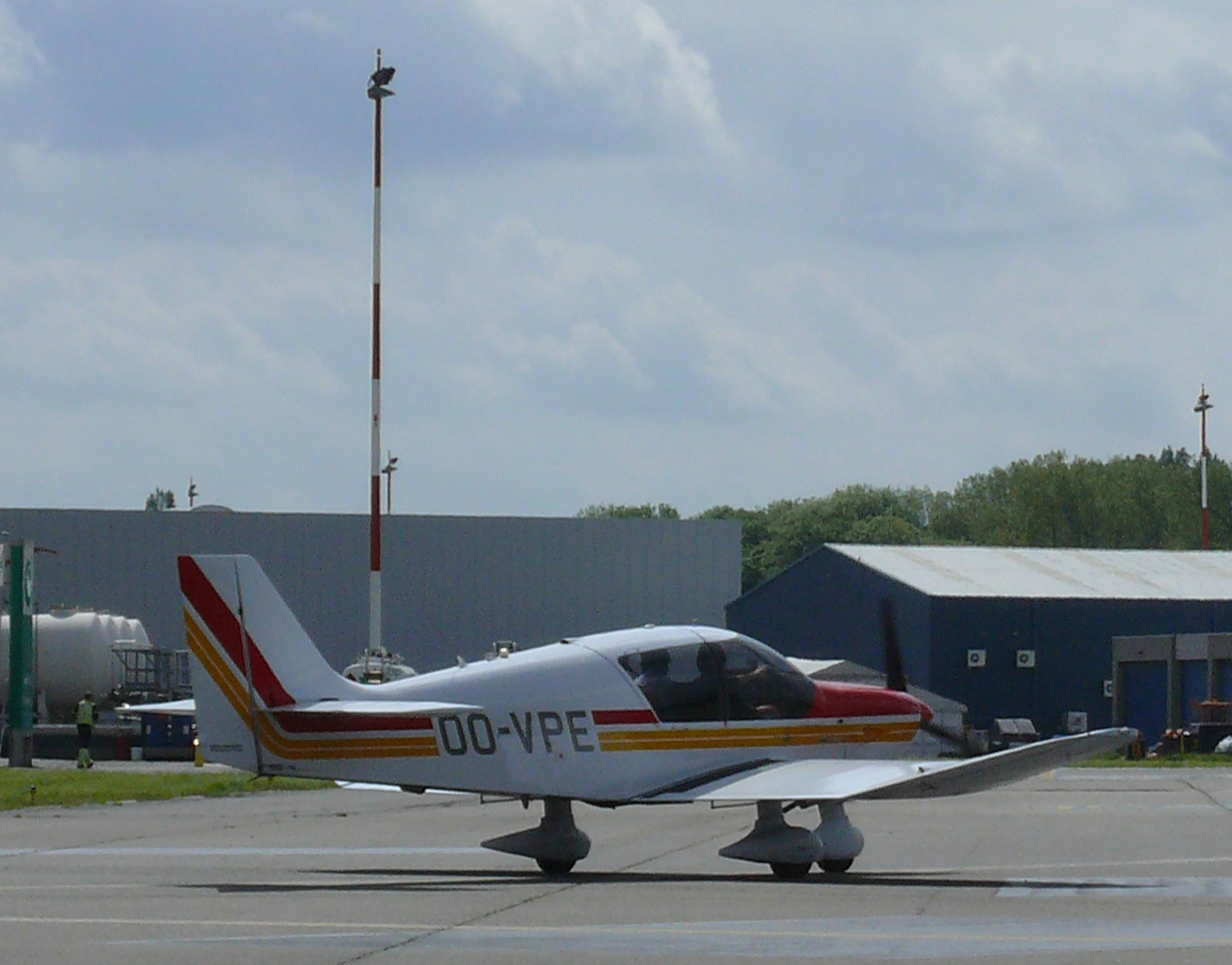
Robin DR400 OO-VPE